# ماری بولند
 ماری بلند (انگلیسی: Mary Boland؛  ‏۲۸ ژانویهٔ ۱۸۸۲ – ۲۳ ژوئن ۱۹۶۵) بازیگر اهل ایالات متحده آمریکا بود. وی بین سال‌های ۱۹۰۷ تا ۱۹۵۵ میلادی فعالیت می‌کرد.

## فیلم‌شناسی
از فیلم‌ها یا برنامه‌های تلویزیونی که وی در آن نقش داشته است می‌توان به راگلزهای رد گپ، هیچ‌چیز بجز دردسر و کارهای ناشایست جولیا اشاره کرد.